# National (metropolitana di Marsiglia)
National è una stazione della linea 2 della metropolitana di Marsiglia. È situata sotto boulevard National, nel III arrondissement di Marsiglia, e serve il quartiere di Saint-Mauront.

## Storia
La stazione è stata aperta al traffico il 3 marzo 1987 come parte del secondo troncone della linea 2 compreso tra Joliette e Bougainville.

## Interscambi
Nelle vicinanze della stazione effettuano fermata diverse linee di tram, autobus urbani ed interurbani.
- Fermata autobus